# Tici Aristó
Tici Aristó (llatí: Titius Aristo) va ser un distingit jurista romà que va viure en temps de l'emperador Trajà. Era amic de Plini el jove. Va escriure notes al Libri Posteriorum de Marc Antisti Labeó, a obres de Cassi, del que en va ser deixeble, i a obres de Sabí. Aristo in decretis Frontianis (o Frontinianis) és esmentat com obra seva.